# یایلالار (یوسف‌علی)
یایلالار (به ترکی استانبولی: Yaylalar، به ارمنی: Խևակ) یک منطقهٔ مسکونی در ترکیه است که در یوسف‌علی واقع شده‌است. یایلالار ۱۸۵ نفر جمعیت دارد.